# Kulturtypologie
Kulturtypologie ist ein von dem US-amerikanischen Wissenschaftler Terrence E. Deal und dem Berater und Autor Allan A. Kennedy entwickeltes Modell zur Beschreibung unterschiedlicher Organisationskulturen. Sie beschreiben Kultur als ein zweidimensionales Modell mit den Dimensionen (finanzielles) Risiko und Feedback (die Geschwindigkeit, mit der eine Aktivität sich als vorteilhaft oder nachteilig herausstellt). Den entstehenden vier Quadranten gaben sie sehr bildhafte Namen, die aus diesem Grunde hier auch auf Englisch aufgeführt sind.
| Kulturtypologie nach Deal und Kennedy | Kulturtypologie nach Deal und Kennedy | Risiko:                                          | Risiko:                                           |
| Kulturtypologie nach Deal und Kennedy | Kulturtypologie nach Deal und Kennedy | Niedrig                                          | Hoch                                              |
| ------------------------------------- | ------------------------------------- | ------------------------------------------------ | ------------------------------------------------- |
| Feedback und Belohnung                | schnell                               | Work hard - Play hard Brot-und-Spiele-Kultur     | Tough-Guy, Macho Culture Alles-oder-Nichts-Kultur |
| Feedback und Belohnung                | langsam                               | Process-Culture Prozess-Kultur (oder Bürokratie) | Bet-your-company Analytische-Projekt-Kultur       |

## Process Culture – Prozesskultur (Bürokratie)
Gekennzeichnet durch geringes Risiko, d. h. Fehler treten kaum auf, und wenn, kosten sie verhältnismäßig wenig Geld und die Tatsache, dass niemand wirklich feststellt (feststellen kann), ob eine Arbeit gut oder schlecht geleistet wurde. Das führt dazu, dass in Abwesenheit von Erfolgskontrollen die Vorschriften peinlichst genau befolgt werden. Typische Beispiele sind Behörden, der Verwaltungsbereich oder die Buchhaltung in Unternehmen.

## Bet-Your-Company – Analytische-Projekt-Kultur
Gekennzeichnet durch hohes Risiko und niedriges/langsames Feedback. Die Folge sind Aktivitäten, die das Risiko aufzeichnen und (vorgeblich) reduzieren. Jede Schraube wird zwei Mal geprüft, jedes Schriftstück wird von vier Personen auf fehlende i-Punkte untersucht. Typische Beispiele sind Unternehmen mit extremen Risikoprofilen (z. B. Flugzeugbau, Ölindustrie), wo die Kosten eines Fehlschlages die Existenz des Unternehmens gefährden (man bedenke die Zukunft von Airbus, wenn die A380 ein Fehlschlag geworden wäre).

## Work Hard, Play Hard – Brot-und-Spiele-Kultur
Eine Kultur, gekennzeichnet durch niedriges Risiko und schnelles Feedback. Die anscheinend problemlose Kultur, der sowohl der Glanz, als auch die Methodik abgeht. Typisch in der Produktion von Massengütern ist es unter Umständen die am schwierigsten zu ändernde Kultur.

## Tough-Guy, Macho Culture – Alles-oder-Nichts-Kultur
Trotz des martialischen Namens die vielleicht egalitärste und emanzipierteste der vier Kulturen. Gekennzeichnet durch hohes Risiko und schnelles Feedback ist dies die Kultur, wo Blitzkarrieren möglich sind und die Abstürze genau so rapide. Typisch für das Musikbusiness, Trainer von Bundesliga-Vereinen, die Börse oder die Verkaufsabteilung in Unternehmen.
Diese Gliederung entwickelten Deal & Kennedy nach ihren Untersuchungen in modernen amerikanischen Unternehmen wie Apple und McDonald’s. Die wesentliche Erkenntnis war, dass Unternehmen sich trotz weitgehend identischer Technologie und Aufgabenstellung (z. B. Fast-Food) wesentlich voneinander unterscheiden konnten und dies zum Teil zu Wettbewerbsvorteilen führte. Das Modell wird in der Betriebswirtschaftslehre fast durchgehend als schnelles Analyseinstrument verwendet. Seine Eignung zur Veränderung von Kulturen (culture change) wird als gering betrachtet. Immerhin ist es plakativ und einsichtig genug, um es fachlich unkundigem Publikum (z. B. Management) zu präsentieren und zu Handlung zu stimulieren.